# Кузьмичёв, Анатолий Иванович
Анатолий Иванович Кузьмичёв (14 февраля 1936, село Высокое, Орловская область) — 17 октября 2009) — советский и российский учёный, ботаник.

## Биография

### Детство
Анатолий Иванович Кузьмичёв родился 14 февраля 1936 года в селе Высокое (ныне Брянской области). Отец Иван Михалович (1897 г. р.) работал шорником, затем кузнецом на Брянском паровозостроительном заводе, после войны — кузнецом на судостроительном заводе в Рыбинске. Мать — Анна Ивановна (1898 г. р.) после войны была домохозяйкой. В семье было шестеро детей: три сестры — Мария (1919), Евдокия (1922) Александра (1925) и трое братьев — Владимир (1929), Дмитрий (1931) и Анатолий (1936).
Семья была не богатой, однако по доносу кого-то из односельчан в доме сначала был проведён обыск, в ходе которого забрали даже стенные часы, а затем семью выслали в Пермскую область. Вскоре Ивана Михайловича перевели в Рыбинск, где он работал кузнецом на строительстве Рыбинской ГЭС. Семья присоединилась к нему перед началом Великой Отечественной войны. Несколько лет теснились в бараке, позднее взяв ссуду смогли построить собственный дом.
В 1944 году Анатолий поступил в школу. Школы в закрытом городе были слабо укомплектованы, не хватало учебников, пособий, тетрадей. По воспоминаниям самого Анатолия Ивановича «ботанику изучали только по картинкам и таблицам». Заинтересовался ботаникой, когда сестра подарила ему красочное, выдержавшее несколько изданий пособие по ботанике М. И. Нейштадта. С его помощью Анатолий определил все растения в городе и окрестностях запомнил их латинские названия.
В 1947 году вместе с отцом присутствовал на открытии биостанции в посёлке Борок, впоследствии преобразованной в Институт волжских водохранилищ.

### Университет
После окончания школы, в 1954 году поступил на биолого-почвенный факультет Московского государственного университета, тогда в МГУ преподавали крупнейшие советские учёные. Так первую лекцию Кузьмичёву читал А. И. Опарин — о происхождении жизни, вторую — Л. А. Зенкевич, общую геоботанику читал А. А. Уранов. Кузьмичёв специализировался на кафедре геоботаники, которую возглавлял С. С. Станков. Спецкурсы охватывали профилирующие дисциплины — луговедение, лесоведение, тундроведение, болотоведение. Углубленно изучались некоторые систематические группы растений — злаки, осоки. Был небольшой спецкурс по гербарному делу. В 1959 году Кузьмичёв успешно защитил дипломную работу посвящённую папоротникам Средней России, Украинских Карпат, Закавказья, где он проводил экспедиционные исследования.

### Куйбышевская биостанция
После окончания университета Анатолий Иванович вернулся в Рыбинск, некоторое время преподавал ботанику в школе деревни Копань около села Борок, Некоузского района Ярославской области. Вспоминая своё обучение биологии в школе старался учить совершенно иначе, объясняя ученикам строение растений на живых растениях, а не на скучных таблицах. Вскоре он устроился на работу в Институт волжских водохранилищ АН СССР, где ему предложили место старшего лаборанта на Куйбышевской биостанции в Ставрополе (ныне Тольятти).
Он должен был заниматься экологией и продуктивностью водорослей — перспективным направлением, связанным с появившимся после строительства Жигулёвской ГЭС «цветением» Куйбышевского водохранилища — массовым развитием сине-зелёных водорослей. Анатолий Иванович участвовал во всех экспедициях биостанции, опубликовал несколько работ. В 1962 году за участие в работе III научной конференции молодых ученых Молдавии, куда Кузьмичёв направил свои результаты исследований, он был награждён почетной грамотой ЦК ЛКСМ Молдавии.
Однако ощущая отсутствие перспектив, Анатолий Иванович решил поступать в аспирантуру и по совету коллеги по биостанции М. Я. Кирпиченко выбрал Институт ботаники АН УССР в Киеве. Тогда же появилась первая самостоятельная научная работа Кузьмичева — реферат «Материалы к флоре и растительности каменистой степи в Жигулях», прилагавшийся к документам для поступления в аспирантуру. Впоследствии он был переработан, дополнен и послужил темой статьи «Растительность каменистой степи в Жигулях».

### Украинский период
Успешно поступив в аспирантуру в ноябре 1963 года Анатолий Иванович переехал в Киев. Его научным руководителем Кузьмичёва стала Елизавета Модестовна Брадис — ботаник-болотовед, ей и была предложена тема для диссертации: «Растительность Волынского лёссового плато».
Успешно защитил диссертацию, работал научным сотрудником в институте ботаники АН УССР. Этот период в жизни Кузьмичёва стал самым значимым для него как ученого, оказав влияние на последующие годы. В это время сформировались и приняли законченный вид его научные интересы, связанные с генезисом и эволюцией флоры и растительности.
Во время работы в институте ботаники познакомился будущей супругой, Аллой Красновой, заканчивавшей аспирантуру. Поженились, в 1978 году у четы появился сын Флориан. Однако в конце 1970-х обстановка в институте ботаники обострилась, преобладали сепаратистские настроения, предлагалось всем разговаривать только на украинском языке. Анатолию Ивановичу в очередной раз не дали ставки старшего научного сотрудника, также неофициально сообщив, что защитить здесь докторскую диссертацию ему никто не позволит.
В 1980 году Анатолий Иванович с супругой перешли на работу в научно-исследовательский институт животноводства степных районов им. И. Ф. Иванова «Аскания-Нова», где он работал в отделе ботанического парка, а Алла Николаевна в отделе целинной степи «Аскания-Нова». Однако долго проработать на этом месте супругам не удалось, директор института, пригласивший их на работу, был снят с должности, начались постоянные проверки принятых им сотрудников, многие разработки, начатые во время его управления, были свёрнуты. В подобной обстановке Анатолий Иванович Кузьмичёв решил оставить эту работу.

### Институт биологии внутренних вод
В 1982 году Кузьмичёв с семьёй переехал в посёлок Борок, расположенный недалеко от Рыбинска, города детства Анатолия Ивановича. Здесь он был принят на должность старшего научного сотрудника лаборатории высшей водной растительности Института биологии внутренних вод им. И. Д. Папанина.
Работа в институте представляла простор для работы учёного. По его собственным словам, ему не докучали планами и отчётами, позволив самостоятельно выбрать тему и направление для дальнейшей работы: « В Киеве у нас таких возможностей практически не было. То есть такого относительно свободного выбора темы не было. Для меня это было важно по тому, что у меня имеется большой задел, который мне хочется закончить, правда, на несколько ином материале. В Киеве на это смотрели косо и ревниво».
Анатолий Иванович продолжил работу о генезисе и эволюции гидрофильной флоры, взяв в качестве территории исследований классический в историографии ботаники Юго-Запад Русской равнины. Результатом этой работы стала защита докторской диссертации в 1992 году.
Занимался педагогической работой: являлся научным руководителем шести аспирантов. Специально для работы с соискателями Анатолий Иванович подготовил и выпустил библиографический указатель «Гидрофильные растения России и сопредельных государств», оказавшийся востребованным и для широкого круга ботаников.
За многолетнюю творческую работу Анатолий Иванович Кузьмичёв был награждён Почётной грамотой Академии наук СССР и медалью «Ветеран труда».
А. И. Кузьмичёв скоропостижно скончался 17 октября 2009 года.

## Научная деятельность
Анатолий Иванович Кузьмичёв занимался тремя направлениями исследований: геоботаникой, болотоведением, гидрофитологией.
Во время работы над кандидатской диссертацией Анатолий Иванович занимался малоизученной в геоботаническом плане областью — Волынским лёссовым плато. Им были изучены все типы представленной там растительности: болотной, лесной, луговой и степной, разработано геоботаническое районирование, проведена хозяйственная оценка болот. Ему удалось разрешить некоторые дискуссионные вопросы о зональной принадлежности этой территории, своими исследованиями указав лесостепной характер Волынского лёссового плато с остатками степной растительности.
В ходе подготовки докторской диссертации «Генезис и эволюция водно-болотной флоры Юго-запада Русской равнины» Кузьмичёв обосновал общие подходы и принципы хода эволюции флоры и растительности, введя и раскрыв содержание базового понятия флороценотического комплекса как основной эволюционирующей единицы надвидового уровня. Для гигрофильной флоры Юго-запада Русской равнины Кузьмичёв впервые выделил следующие комплексы: пресноводный, морской и слабосолёных вод, эвтрофное гидрофильное высокотравье, гидрофильный приморский, эвтрофное гигрофильное высокотравье, травяно-моховой эвтрофный, псаммоэфемеретум, подового эфемеретум, песчаный приморский, мелколиственный древесный (гигрофильный вариант), таёжного (гигрофильно-психрофильный вариант), неморальный (гигрофильный вариант), боровой (гигрофильный вариант), альнетальный, мезогигрофильный лесолуговой. Он провёл развёрнутый флороценогенетический анализ гигрофильной флоры на этой территории, рассмотрев положение каждого вида в системе соответствующего флороценогенетического комплекса, также рассмотрев связь каждого из комплексов с палеокомплексами. Рассматривались и тенденции ускоренной трансформации под влиянием антропогенного фактора, более подробно рассмотренные в последующих работах Кузьмичёва, выполненных в рамках проектов и грантов Российского фонда фундаментальных исследований.
Продолжая рассмотрение темы эволюции флороценогенетических комплексов Кузьмичёв проанализировал отечественную литературу по гидрофитам, выпустив «библиографические сводки по сосудистым водным, прибрежно-водным и водно-болотным растениям» (1992, 2002), послужившие основой для теоретических построений и пересмотра традиционной парадигмы о гидрофитах.
В ходе работы над новой парадигмой в гидрофитологии Кузьмичёв показал сходство проблематики науки с близкородственными — болотоведением, лесоведением и прочими — структурные особенности флоры и растительности, динамика, продуктивность. При этом гидрофитология использовала куда более устаревшие методиуи по сравнению с принятыми в близкородственных науках. Также Кузьмичёв обратил внимание, что фитоценологии и частных дисциплинах, в отличие от гидрофитологии, давно признана необходимость анализа истории развития изучаемого объекта и предмета исследований. Dместе с учениками и близкими коллегами Кузьмичёв разработал класс подходов и методов обработки и анализа гидрофильного компонента флоры, основанный на методологиях болотоведения, общей фитоценологии, сравнительной флористики и иных, тем самым предложив современные методы изучения гидрофильной флоры, способов анализа типологических структур, объёма гидрофильной флоры.
Предлагаемая Кузьмичёвым и его учениками новая парадигма основывается на модели «подвижного водоёма» с присущими ему суточными, сезонными, вековыми, случайными и прочими колебаниями уровня вод, она противопоставляется традиционному подходу, основанному на модели «идеального водоёма» с постоянным уровнем воды.
Методологический характер новой парадигмы — гидрофитологии, отражён в работах последователей Кузьмичёва: гидрофильный компонент флоры, парциальные флоры, типологическая дифференциация рассматриваются в работе А. Н. Красновой «Структура гидрофильной флоры техногенно-трансформированных водоёмов Северо-Двинской водной системы» (1999); сукцессионные ряды в работе Е. Г. Крыловой «Структура и сукцессии растительного покрова техногенно-трансформированных пойменных водоёмов Верхней Волги» (2001); экоценофитоны у Д. А. Дурникина (2006); модели «подвижного водоёма» с разнообразными (суточными, сезонными, вековыми и др.) колебаниями уровня воды в работе М. И. Сулеймановой (Джалаловой) «Структура и динамика растительного покрова прибрежных ландшафтов Терско-Кумской низменности в условиях нестабильного уровня Каспийского моря» (2001); анализ гидрофитов в структуре фитобиоты в работах И. Ю. Ершова «Дифференциация аквальных фитоценосистем Валдайской возвышенности и научные вопросы их охраны» (1997). Наиболее примечательным примером использования методологического аспекта новой парадигмы является работа А. В. Славгородского «Структура гидрофильной флоры и растительности Окско-Донской равнины» (2001).
В 2005 году Воронежским государственным университетом на базе заповедника «Галичья гора» был организован «Всероссийский теоретический семинар», где был заслушан совместный доклад «Парадигмы в науке о гидрофитах».

## Общественная деятельность
Со времён аспирантуры Анатолий Иванович уделял время популяризации научных знаний. По линии общества знание он выступал по телевидению, радио, в прессе. С 1976 года сотрудничал с газетой «Радянська Україна», где выходили его «Этюды о природе».
Был членом комиссии по созданию национального парка Молога, принимал участие в работе комиссии по сохранении озера Плещеево.
Неизменный участник «Морозовских чтений», ежегодно проводившихся в Борке в день рождения Н. А. Морозова.
Анатолий Кузьмичёв участвовал в разработке научно-методического обоснования требований к сохранению и рациональному использованию торфяных болот на территории России, был членом экспертной группы по подготовке резолюции на 8-й конференции сторон Рамсарской конвенции. С 1998 по 2003 год Кузьмичёв являлся членом экспертной группы по реализации основных направлений сохранения и рационального использования торфяных болот российской программы Wetlands International.